# Le Coup du lapin (film)
Pour les articles homonymes, voir Coup du lapin (homonymie).
Pour plus de détails, voir Fiche technique et Distribution.
Le Coup du lapin (Doggone Tired) est un dessin animé de Tex Avery réalisé en 1949.

## Synopsis
Speedy, un chien de chasse, a besoin d'une bonne nuit de repos s'il veut être prêt pour chasser un lapin à l'aube. Ce dernier fera tout ce qu'il peut pour le tenir éveillé.

## Fiche technique
Sauf indication contraire, les informations mentionnées dans cette section peuvent être confirmées par la base de données cinématographiques IMDb,  présente dans la section « Liens externes ».
- Titre original : Doggone Tired
- Titre français : Le Coup du Lapin
- Réalisation : Tex Avery
- Scénario : Rich Hogan et Jack Cosgriff
- Production : Fred Quimby et William Hanna
- Musique : Scott Bradley
- Montage : Fred MacAlpin
- Animation : Bob Cannon, Michael Lah, Grant Simmons et Walter Clinton, d'après des personnages créés par Gene Hazelton
- Montage : Fred McAlpin
- Société de production : Metro-Goldwyn-Mayer
- Format : couleur Technicolor - 1,37:1 - 35 mm - son mono - procédé cinématographique : sphérique
- Pays d'origine : États-Unis
- Langue : Anglais
- Durée : 7 minutes
- Dates de sortie : 
  - États-Unis : 30 juillet 1949
  - France : 2 janvier 1954

## Distribution
Sauf indication contraire, les informations mentionnées dans cette section peuvent être confirmées par la base de données cinématographiques IMDb,  présente dans la section « Liens externes ».
Auncune personne n'est citée au générique.
- Tex Avery : Speedy le chien
- William Hanna : cri de Speedy
- Patrick McGeehan (en) : Le chasseur, maître de Speedy
- Sara Berner : Opératrice téléphonique